# 主の割礼祭
主の割礼祭（しゅのかつれいさい, ギリシア語: Περιτομή Ιησού Χριστού, ロシア語: Обрезание Господне, 英語: the Circumcision of Christ）とは、正教会で祝われる祭の一つであり、日本正教会で用いられる訳語である。イイスス・ハリストス（イエス・キリストのギリシャ語読み）が割礼を受け、「イイスス」（イエス）と名付けられた事を記憶する。1月14日（修正ユリウス暦を使用する正教会では1月1日）に祝われる。
また、正教会では同じ日に成聖者大ワシリイを記憶する。割礼祭・聖大ワシリイ祭には、聖金口イオアン聖体礼儀ではなく、聖大ワシリイ聖体礼儀が行われる。
聖公会では主イエス命名の日、ルーテル教会では主の命名日と呼ばれて記念される。カトリック教会では同じ日に神の母聖マリアが記念される。
イイスス・ハリストス降誕当時のユダヤでは、旧約の律法に則り、男子が誕生すると8日目に命名と割礼を行っていた。イイススについても同様の習慣が他の人間と同様に行われたことに、神でもあり人でもあったイイススが、完全な人として割礼を厭わなかった事が現れているとキリスト教では捉えられ、この事に様々な精神的な意味が見出されている。